# Beerenwanze
Die Beerenwanze (Dolycoris baccarum) gehört zu der Familie der Baumwanzen (Pentatomidae).

## Merkmale
Sie wird zwischen 1 und 1,2 cm lang und ihre Färbung ist auffällig: Zwar ist das Insekt selber graubraun bis schwarz, die Deckflügel sind aber meist rötlich violett mit einem hellen Schildchen hinten. Die schwarzen Fühler sind weiß geringelt und die Seitenränder des Hinterleibs sind abwechselnd hell und dunkel gefleckt.

## Fortpflanzung
Nach der Paarung im Frühjahr werden die Eier von den Weibchen im Mai bis Juni an die Oberfläche von Blättern in Gruppen, sogenannten „Paketen“, von etwa 23 bis 25 Stück angekittet. Die daraus schlüpfenden Larven häuten sich fünfmal, bevor sie im Herbst voll entwickelt sind, als Imago aber noch eine Überwinterung vor sich haben. Unter günstigen Bedingungen, bei 21 °C, kann die Entwicklung vom Ei bis zum Adulttier in etwa 50 Tagen (48 bis 52) durchlaufen werden. In den südlichen Teilen ihres Verbreitungsgebiets kann die Art zwei Generationen pro Jahr entwickeln.

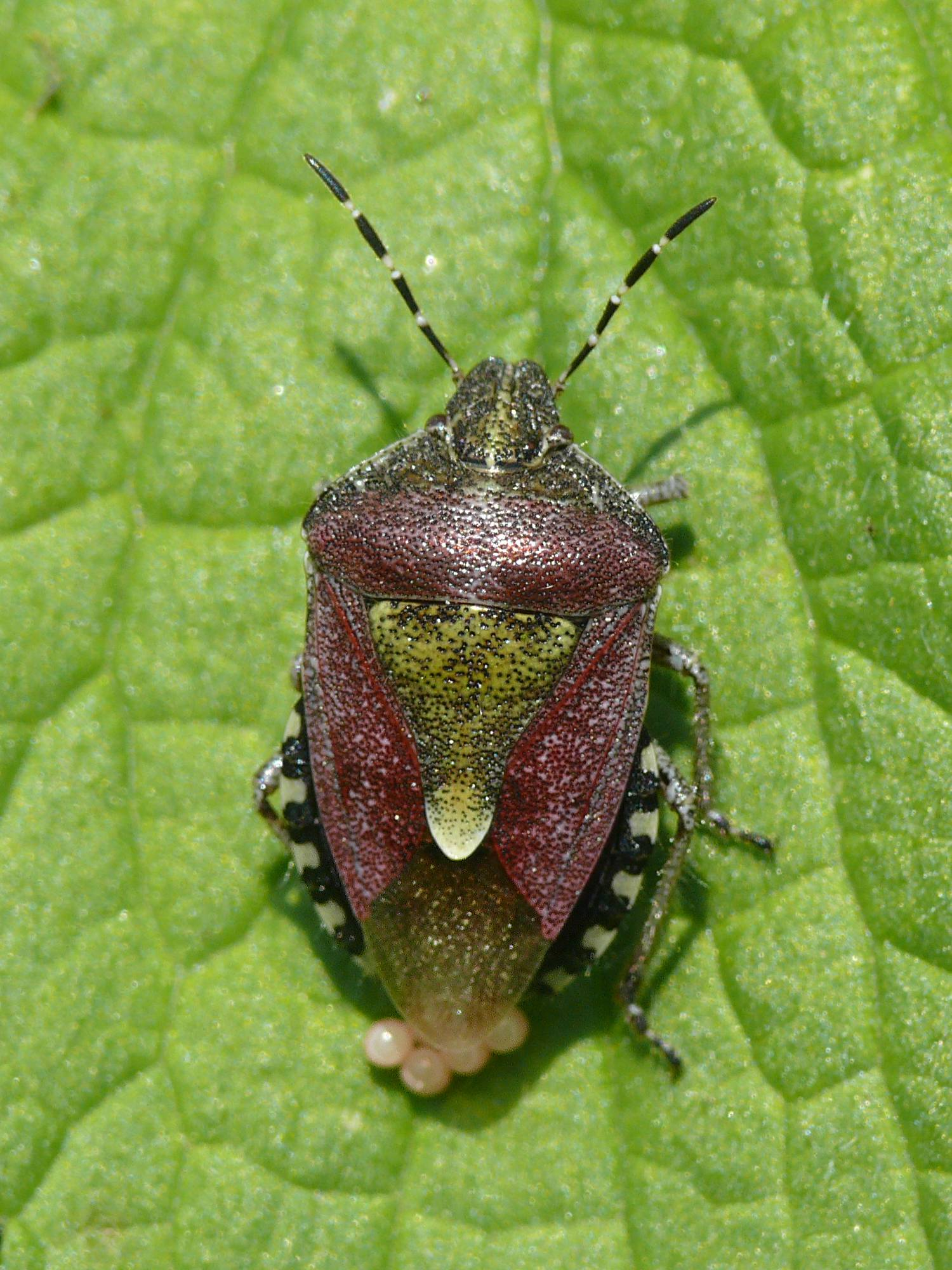
Video: Beerenwanzen bei der Paarung
- Beerenwanze bei der Eiablage
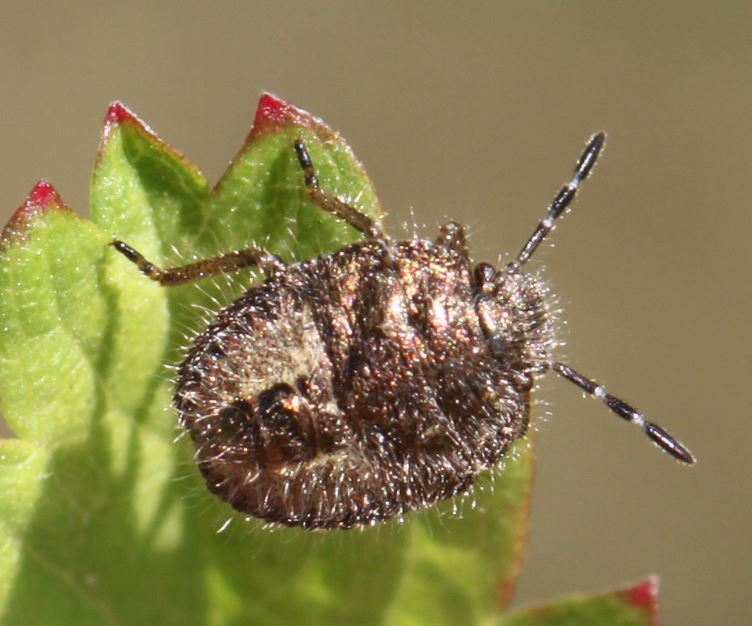
Jungnymphe
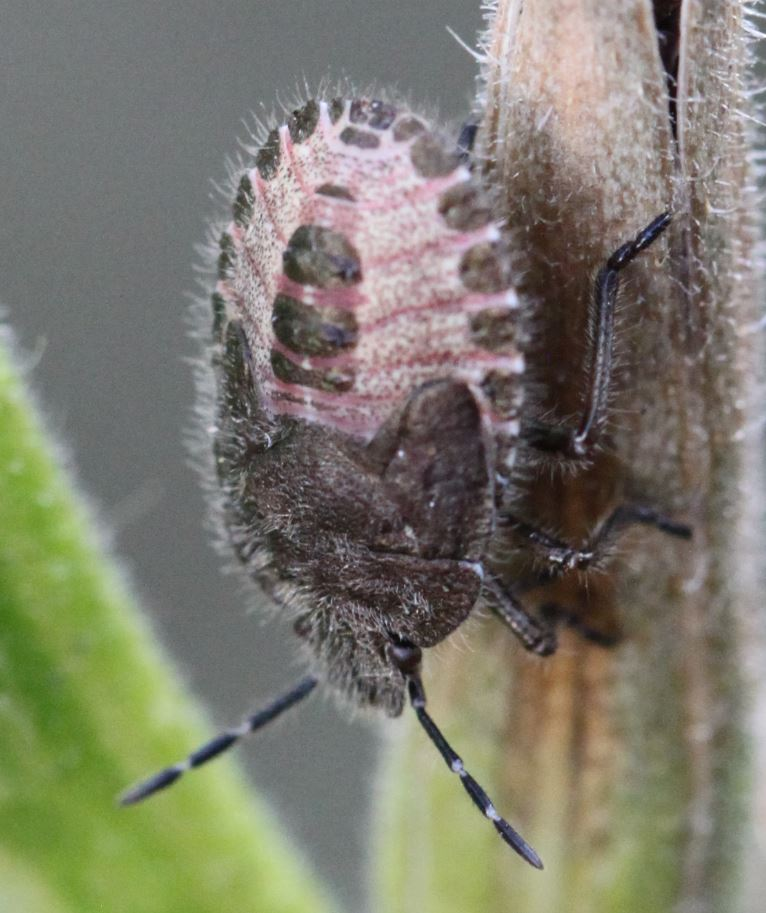
Reife Nymphe
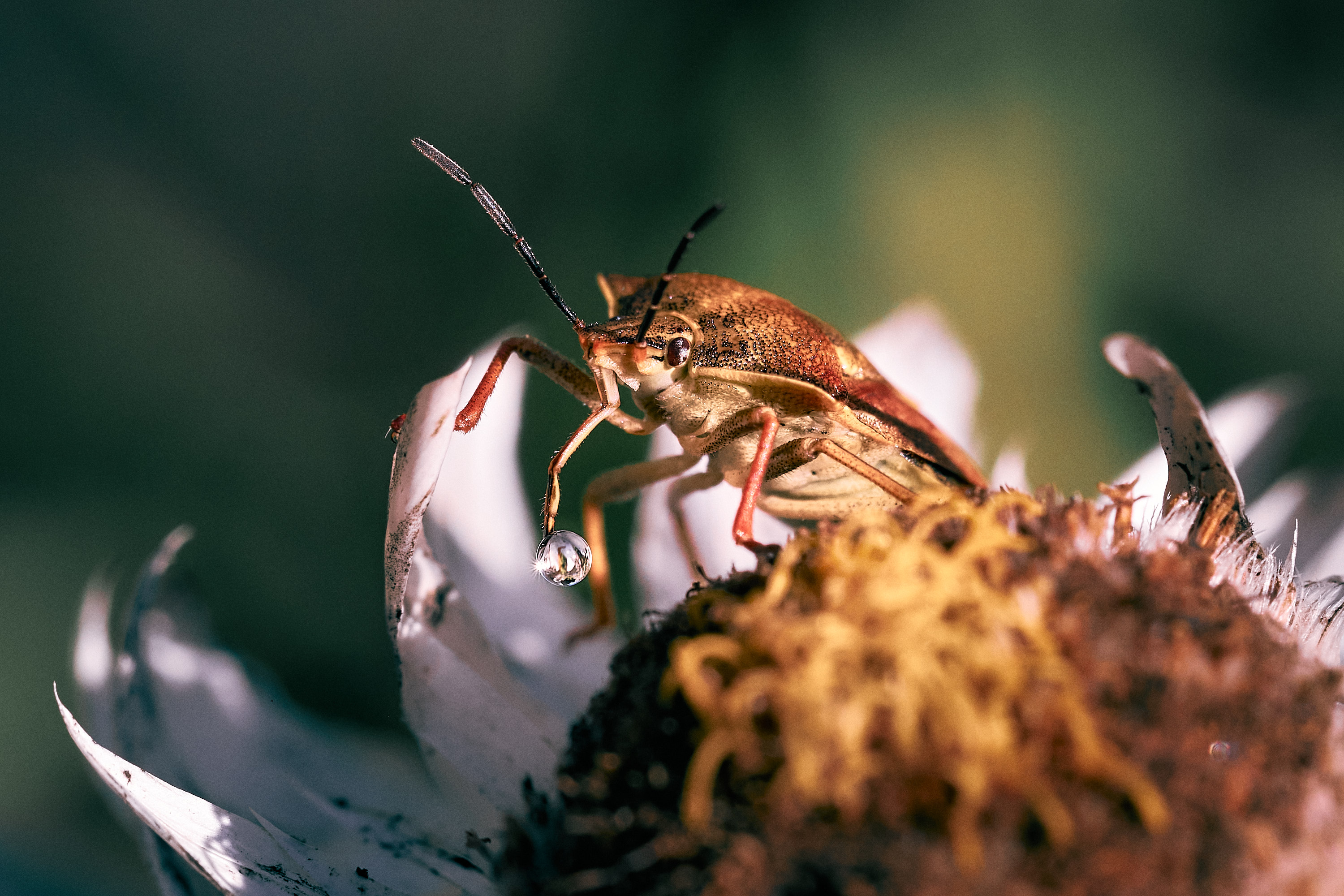
Mit Flüssigkeitstropfen am Saugrüssel

## Verbreitung
Die Art ist paläarktisch verbreitet, das Vorkommen erstreckt sich von Europa bis ins südliche und östliche Asien. Die Beerenwanze kommt auf Wiesen, in Laubmischwäldern, an Waldrändern und auf Lichtungen, sowie häufig auch in Gärten an Kräutern, Bäumen und Beerensträuchern vor. Die Gärten sind deshalb so beliebt, weil die Beerenwanze dort häufig Beeren, die sie aussaugt, findet. Das Aussaugen der Beeren macht diese für Menschen ungenießbar aufgrund des eingespritzten Speichels.
Die Beerenwanze überwintert versteckt am Boden. Im Frühjahr fliegt sie lebhaft. Im Übrigen kann sie vor allem im Zeitraum April bis Oktober angetroffen werden. Das Gesamtvorkommen der Beerenwanze in Deutschland wird als „sehr häufig“ bezeichnet.

## Taxonomie
Die Art wurde von Linné als Cimex baccarum erstbeschrieben. Über den synonymen Namen  Cimex verbasci DeGeer, 1773 ist es die Typusart der Gattung Dolycoris. Die Gattung gehört innerhalb der Baumwanzen in die Tribus Carpocorini und ist vermutlich nächstverwandt zur Gattung Carpocoris. Es ist in Europa die einzige Art der Gattung. Die in Nordafrika und auf den Kanarischen Inseln verbreitete Dolycoris numidicus Horvath ist sehr ähnlich und mit Sicherheit nur durch Untersuchung der Begattungsorgane der Männchen zu unterscheiden. Eine Reihe weiterer Arten der Gattung kommt in Zentral- und Ostasien vor.

## Ökonomische Bedeutung
Die Beerenwanze gilt in Teilen ihres Verbreitungsgebiets, so im Mittelmeergebiet, als bedeutsamer Schädling in der Landwirtschaft. Schäden sind bekannt an Sonnenblumen, Tabak, (milchreifem) Getreide, Sojabohne, Baumwolle und weiteren Arten.

## Symbiose
Die Wanze besitzt am Mitteldarm mehrere, als Krypten bezeichnete Ausstülpungen, die in vier Reihen angeordnet sind. In diesen wurde eine symbiontische Bakterienart nachgewiesen, die zu der zu den Gammaproteobacteria gehörenden Gattung Pantoea gehört. Das Bakterium war außerhalb seines Wirts nicht kultivierbar. Wanzennymphen, bei denen das Bakterium experimentell entfernt worden war, starben, bevor sie das Imaginalstadium erreichten, dieses ist also für das Überleben der Wanze wesentlich. An die Nachkommen wird es über gezielte Infektion der Eier, also vertikal, weitergegeben. Symbiontische Bakterienarten, die bei der Verdauung der Nahrung helfen oder essentielle Vitamine beisteuern, sind bei Pflanzenfressern weit verbreitet und auch von anderen Baumwanzen-Arten schon nachgewiesen worden.